# Ежен-Мельхіор маркіз де Вогюе
Ежен-Мельхіор маркіз де Вогюе (фр. Eugene-Melchior vicomte de Vogue) 24 лютого 1848 року, Ніцца — 24 березня 1910 року, Париж) – французький дипломат, письменник- мандрівник, археолог, меценат і літературний критик, історик літератури, член Французької академії, один з творців концепту «великої російської культури».

## Біографія
Маркіз де Вогюе був учасником Франко-пруської війни, а по завершенню війни перейшов на дипломатичну службу в Третій республіці. У різний час був аташе посольства в Османській імперії, в Єгипті, а потім секретарем посольства в Санкт-Петербурзі. В якості секретаря французького посольства провів в Росії близько 7 років, вивчив російську мову і літературу. В 1878 році одружився з сестрою Михайла Аненкова.
Поразка, яку Франція зазнала у війні з Німеччиною, штовхала її до зближення з Російською імперією. Оскільки ж французька громадська думка не симпатизувала царату, для «обґрунтування» союзу з Петербургом її доводилося переконувати, що союз укладається «не з царем, а з російським народом». Цьому і мала сприяти популяризація російської культури, за яку взявся Вогюе.
У творі «Le roman russe» (Російський роман,1886) Вогюе дав найвищі оцінки російській літературі, зокрема таким авторам, як Іван Тургенєв і Лев Толстой. Воюгюе був і одним з перших, хто пробудив у Франції цікавість до творчості Федора Достоєвського та Максима Горького. Популярності російських письменників у Франції сприяли і критичні нариси, опубліковані Вогюе в журналах Revue des Deux Mondes і Journal des Debats.
Цитата "Всі ми вийшли з гоголівської «Шинелі» належить саме Ежену-Мельхіору де Вогюе. Хоча і це не зовсім вірно. Повністю цитата звучить — «Всі ми вийшли з гоголівської „Шинелі“, — справедливо говорять російські письменники…», тобто є дещо «узагальненою цитатою».
В 1888 році став членом Французької академії.
Найбільшим успіхом з романів самого Вогюе користувався «Jean d'Agreve» (1898).

## Твори
- «Сирія, Палестина, гора Афон» (Syrie, Palestine, Mont-Athos, 1876)
- «Вангелі» (Vangheli, 1877)
- «Східні оповідання» (Histoires orientales, 1879)
- «У фараонів» (Chez les Pharaons, 1879)
- «Булак і Саккара» (Boulacq et Saqquarah, 1879)
- «Портрети століття» (Les portraits du siècle, 1883)
- «Син Петра Великого» (Le fils de Pierre le Grand, 1884)
- «Мазепа» (Mazeppa, 1884)
- «Зміна влади» (Un changement de règne, 1884)
- «І. Тургенєв, життя і творчість» (I. Turgenev, sa vie et son œuvre, par le v-te E. M. de Voguë, 1885).
- «Зимові оповідання» (Histoires d'hiver, 1885)
- «Російський роман» (Le roman russe, 1886)
- «Спогади і роздуми» (Souvenirs et visions, 1887)
- «Портрет Лувра» (Le portrait du Louvre, 1888)
- «Шинель Йосипа Оленіна» (Le manteau de Joseph Olenine, 1890)
- «Цар і народ, або Суспільство в Росії» (The Tsar and His People or Social Life in Russia, 1891)
- «Сучасні вистави» (Spectacles contemporains, 1891)
- «ПОгляд на історію і літературу» (Regards historiques et littéraires, 1892)
- «Години історії» (Heures d'histoire, 1892)
- «Російські серця» (Cœurs russes, 1893)
- «Записки про Ба-Віваренців» (Notes sur le Bas-Vivarais, 1893)
- «В очікуванні століття» (Devant le siècle (1896)
- «Жан д'Агрев» (Jean d'Agrève (1897)
- «Історія і поезія» (Histoire et poésie (1898)
- «Мертві розповідають (Сцени парламентського життя)» (Les morts qui parlent (Scènes de la vie parlementaire), 1899)
- «Тіні кличуть» (Le rappel des ombres, 1900)
- «Сторінки історії» (Pages d'Histoire, 1902)
- «Господар моря» (Le maître de la mer, 1903)
- «Нижче горизонту: вчорашні люди і речі» (Sous l'horizon: hommes et choses d'hier, 1904)
- «Максим Горький» (Maxime Gorki, 1905)
- «Дороги» (Les Routes, 1910)
- «Листи до Армана, графа Анрі де Понмартен» (Lettres à Armand comte Henri de Pontmartin, 1867—1909, 1922)
- «Дорожний щоденник Париж-Санкт-Петербург» (Journal Paris — Saint-Pétersbourg, 1877—1883, 1932)